# 대구국제공항
대구국제공항(大邱國際空港, 영어: Daegu International Airport, IATA: TAE, ICAO: RKTN)은 대구광역시 동구 지저동, 동촌동 일대에 있는 국제공항으로 활주로는 K-2 공군기지와 함께 사용하고 있으며 현재 국내선은 제주 노선을, 국제선은 인천 내항기, 중국, 일본, 대만, 베트남, 태국, 필리핀 노선을 운행하고 있다. 계기착륙장치(ILS)는 활주로 31L에만 설치되어 있고, 로컬라이져(LOC/DME)는 활주로 31R에 설치되어 있다.

## 역사

### 초기
1936년, 일본군이 도동, 방촌동, 입석동, 지저동 일대에 활주로를 건설을 시작으로 1937년 대구비행장이 개장하였다. 1950년 한국전쟁 기간 동안에는 군사기지로 활용되다가 1961년 부산비행장 대구출장소 설치와 서울간 국내선 운항을 시작으로  본격적인 민간항공 운항을 시작하였다. 1962년 대한항공공사가 운항을 시작하였으며 1989년에는 아시아나항공이 대구공항의 운항을 시작하였다.
해방 이후, 미군정 시기에 미8군사령부와 제5공군 사령부가 설치되어 군사기능을 시작하였으며 한국전쟁 기간에 미8군 사령부가 서울로 이전하며 대구비행장은 현재의 K2기지로 운영하기 시작하였다. 한국전쟁 이후, 대구비행장은 민간항공과 군사항공을 동시적으로 운영하기 시작하였으며 1959년 대한국민항공사가 서울 노선의 국내선 운항을 시작하였다.

### 활성화 시기
1990년에는 한국공항공단 대구지사가 설립되었다. 1994년 후쿠오카 노선을 취항하며 국제선 운항을 시작하였으며, 1996년 대한항공이 부산을 경유하여 오사카와 연결되는 국제선이 취항하면서 국제공항으로 승격했다.
2000년에 예비 활주로를 준공하였으며 다음해에는 신청사를 개관하였다. 2001년에는 중국동방항공이 대구와 상하이를 연결하는 국제선을 취항하였으며, 뒤를 이어 중국국제항공이 청두를 연결하는 노선을 취항하였다. 2002년에는 화물터미널과 호텔이 개관되었으며 2006년까지 예비활주로 확장, 급유시설, 주활주로와 지하차도를 건설하였다.

### 침체 및 재활성화 시기
대구공항은 1999년부터 2003년까지 이용객이 200~220만 명대를 기록하였으나, 2004년 경부고속철도의 개통으로 김포행 노선 이용률이 급감하면서 2006년부터 2013년까지 연 이용객이 100~110만 명 대에서 정체되었다. KTX 개통 이후 김포 노선의 이용객이 급감한 끝에 2007년 10월 1일에 대한항공, 10월 28일에는 아시아나항공이 차례로 운항을 종료하였다.
2014년 대구국제공항은 공항 활성화를 위해 2018년 7월까지 한시적으로 공항 운영시간을 '06시 - 22시'에서 '05시 - 24시'로 3시간 연장하였고, 국내 저비용항공사들이 대구를 오가는 국제선을 취항하면서 이용객이 2004년 수준인 150만 명대로 증가하였다. 같은해 티웨이항공이 대구공항의 운항을 시작하였으며 뒤를 이어 제주항공과 2016년에는 타이거 항공 타이완, 에어부산이 대구공항을 취항하였다.
따라서 김포행은 국제선 환승을 위하여 2002년 말부터 이미 운항 중이었던 인천행으로 사실상 대체되었으며, 대한항공에서 1일 2회 단독 운항 중인 인천 - 대구 노선은 환승내항기 노선이 아닌 일반적인 국내선이었다가 2018년에 환승내항기로 전환되었다.
2015년 공항 이용객이 늘어나면서 대구국제공항은 만성 적자공항에서 2016년 개항 이래 첫 흑자를 달성했다. 특히, 올해는 공항 관계 기관·항공사와 합심해 국제선 정기노선 3개 노선(오키나와, 다낭, 방콕)을 신설했으며, 주기장 확장(7면→9면)과 에어부산의 램프버스 도입(3대)으로 국제선 확충 기반이 마련됐다.

## 연혁

### 1960년대
- 1961년 4월
  - 부산비행장 대구출장소 개항
  - 대한국민항공사, 국내선 대구공항 취항.
- 1969년 3월 : 대한항공, 국내선 대구공항 취항

### 1980년대
- 1989년 : 아시아나항공, 국내선 대구공항 취항

### 1990년대
- 1990년 : 한국공항공단 대구지사 설립
- 1991년 : 대한항공 376편 동체착륙 사고 발생
- 1996년 : 대한항공 국제선 정기노선 취항 (대구 → 부산 → 오사카)

### 2000년대
- 2000년 : 예비 활주로 준공
- 2001년 : 대구국제공항 신 여객터미널 개관
- 2002년 : 공항호텔 에어포트호텔 개관
- 2003년 : 대한항공, 서울(인천) 신규취항
- 2004년 : 대한항공, 베이징(수도) 신규취항
- 2007년 : 아시아나항공, 서울(김포) 단항
- 2008년 : 영남에어 철수

### 2010년대
- 2014년
  - 커퓨타임 단축
  - 제주항공, 방콕(수완나품), 제주 신규취항
  - 티웨이항공, 제주 신규취항
- 2015년
  - 대구공항 이용객 200만명 달성
  - 제주항공, 베이징(수도) 신규취항
  - 티웨이항공, 괌, 상하이(푸동), 오사카(간사이) 신규취항
- 2016년
  - 대구공항 이용객 250만명 달성
  - 에어부산, 삿포로, 싼야, 오사카(간사이), 제주, 후쿠오카 신규취항
  - 타이거항공, 타이베이(타오위안) 신규취항
  - 티웨이항공, 도쿄(나리타), 세부, 타이베이(타오위안), 홍콩(첵랍콕), 후쿠오카 신규취항
- 2017년
  - 대구공항 이용객 300만명 달성
  - 대구공항 이용객 350만명 달성
  - 주기장 확장공사 완료
  - 에어부산, 램프버스 3대 도입, 대구발 국제선 무료기내식 제공서비스, 대구발 기내면세점 운영 시작 및 다낭, 도쿄(나리타), 서울(김포), 타이베이(타오위안), 하노이 신규취항
  - 제주항공, 대구발 기내면세점 운영 실시
  - 티웨이항공, 대구발 기내면세점 운영 실시 및 다낭, 방콕(수완나품), 오키나와 신규취항
- 2018년
  - 대구공항 이용객 400만명 달성
  - 자동출입국심사서비스(SES-Smart Entry Service) 실시.
  - 대한항공, 서울(인천) 환승내항노선 전환
  - 비엣젯 항공, 다낭 신규취항
  - 에어부산, 서울(김포) 정기 취항 및 타이베이(타오위안) 단항
  - 제주항공, 가고시마, 다낭, 도쿄(나리타), 마카오 신규취항 및 타이베이(타오위안) 재취항
  - 티웨이항공, 구마모토, 블라디보스토크, 사가, 클라크, 하노이, 하바롭스크 신규취항
- 2019년
  - 에어부산, 기타큐슈, 오이타, 코타키나발루 신규취항 및 기타큐슈, 도쿄(나리타), 삿포로, 오이타, 코타키나발루 단항
  - 중국동방항공, 웨이하이 신규취항
  - 티웨이항공, 나트랑, 비엔티안, 삿포로, 옌지, 장자제, 칼리보 신규취항 및 구마모토, 사가, 삿포로 단항

### 2020년대
- 2020년
  - 진에어, 제주 신규취항
  - 플라이강원, 양양 신규취항
- 2021년
  - 플라이강원, 양양 재취항

## 터미널 운용

### 현재 청사 운용
- 국내선 터미널 (구청사) : 1961년 4월 준공되었다. 구청사의 노후화로 인해 2001년 폐쇄 후 대한민국 최초 공항호텔을 준공하였다. 이후 2021년에 운영 중단 후 리모델링을 거쳐 2023년 9월 20일 국내선 터미널로 새롭게 개항하였다. 개항함과 동시에 신청사에 있던 국내선은 모두 이쪽으로 옮겨졌다.
- 국제선 터미널 (신청사) : 구청사의 노후화로  2001년 5월 준공되었다. 면적 11,985 m²의 신청사가 신축되면서 국제선 여객처리 능력이 375만명으로 크게 늘어났다. 터미널 준공과 함께 예비활주로 1본(2,755m)이 추가 건설되어 연간항공기 처리능력도 향상되었다. 신청사는 국적항공사(대한항공, 아시아나항공)의 카운터만 사용하였는데, 2016년 11월 여객 수에 맞춰 항공사간 체크인 카운터를 탄력적으로 배정할 수 있는 공용 체크인카운터를 도입하였다. 신청사 리모델링 계획에 따라 신청사에는 모든항공사의 체크인 카운터가 생성되었다. 2023년 9월 19일까지 국제선과 국내선이 같이 사용하였지만, 국내선 터미널 개항 이후엔 국제선 전용 터미널로 변경되어 운영중이다.

### 리모델링 (2016년~2017년)
2014년 저비용항공사의 등장으로 수용인원이 포화되어  이를 개선하기 위해 2017년까지 총 230억원의 사업비를 투입해 ▲주기장 및 검색대 증설 ▲주차타워 신설 ▲구청사와신청사 사이 공간 확장 ▲공항내 음식정 신설 및 확충 등 대구공항을 재단장할 계획이다. 이 계획에 따르면, 주기장을 기존 7개에서 9개로 증설되며 여행객을 위한  대기공간 확보를 위해 구청사와신청사 사이 공간 확장된다. 또, 출발여객과 도착여객의 편안한 여행을 위해 공항내 편의시설 중축 및 신설
한편, 대구공항 국제선 이용객은 2017년 연간 350만명 대에 진입해 현 여객터미널의 여객처리 능력(375만명)에 근접하였다. 이에 따라 공항공사는 임대계약이 만료되는 호텔시설을 철수시키고 그 자리에 터미널 시설을 확충하여 공항 여객처리 능력을 키울 계획이다.

### 2청사 (2020년~2023년)
현 청사가 포화되어 이를 확장하기 위해 2023년까지 현 호텔에어포트 자리에 리모델링 후 여객 수용을 할 계획이었다. 예정된 공사비는 342억 원 규모다. 설계 공모 지침서에 나온 시설물 배치 계획안에는 기존 국내·국제 통합청사에서 현재 호텔에어포트 건물은 국내선 터미널로 기존 여객터미널은 국제선 터미널로 변경된다. 여객 연간수용능력은 국내선 257만 명 수준을 유지하고 국제선은 118만 명에서 228만 명으로 늘린다. 해당 리모델링은 2023년 9월 20일 모두 마무리 후 개항하였다. 이로써 대구공항은 62년만에 국내선과 국제선이 완전히 분리된 터미널을 사용하기 시작했다. 기존 여객터미널에서 사용했던 국내선 출도착 구역은 현재 국제선 구역으로 변경하는 리모델링 공사가 진행중에 있다.
대구국제공항의 군공항 기능과 민항 기능을 군위군과 의성군으로 이전하여 대구경북신공항을 건설하기로 합의하면서 계획이 표류되었으나, 매몰비용을 감수하고 사업을 축소해 리모델링을 하기로 했다.

### 통합신공항으로의 이전
2020년 대구국제공항의 군공항 기능과 민항 기능을 경상북도 군위군과 의성군으로 이전하여 대구경북 통합신공항을 건설하고, 군위군을 대구광역시로 편입하기로 합의하였다.

## 주둔부대
- 대한민국 공군
  - 공군군수사령부, 공군공중전투사령부, 제11전투비행단
- 제32중앙방공통제전대
  - 제2중앙방공통제소(2MCRC)
- 미국 공군
  - 제7공군, 제607물자정비대대 (607th MMS)[8]

## 주요 시설
- 여객터미널 : 26,716 m², 연간 이용객 처리능력 370만 명(국내선 256만 명, 국제선 114만 명)
- 보딩브릿지 : 6기 (국제선 4기, 국내선 2기)
- 활주로 : 2,755m×45m / 2,743m×45m
  - 연간 항공기 처리능력은 16만 회(시간당 30회)이며, 이 중 민항기에 배정되는 슬롯은 시간당 7회로, 활주로의 연간 민항기 처리능력은 3만7천 회이다.
- 유도로 : 623m×23m
- 계류장 : 41,582 m² (보잉 B737-800 9기 동시주기 가능)
- 항행안전시설 : 계기착륙장치(ILS), 무선표지(TVOR/DME), 항공등화
- 공항등급 : CAT-I

## 운항 노선

### 여객터미널
- 2023년 9월 20일 이후 국제선 여객터미널과 국내선 여객터미널, 이렇게 2개의 분리된 터미널을 사용하고 있다.

#### 국제선
- 2024년 기준 아래와 같이 국제선을 운항하고 있다.

| 항공사               | 목적지 |
| -------------------- | --- |
| 제주항공             | 세부, 타이베이(타오위안) |
| 진에어               | 타이베이(타오위안) |
| 티웨이항공           | 나트랑, 다낭, 도쿄(나리타), 방콕(수완나품), 오사카(간사이), 타이베이(타오위안), 후쿠오카 계절편: 비엔티안, 삿포로, 울란바토르, 장자제 |
| 중국동방항공         | 상하이(푸둥) |
| 쓰촨항공             | 계절편: 장자제 |
| 홍콩 익스프레스 항공 | 홍콩(첵랍콕) |
| 타이거 항공 타이완   | 타이베이(타오위안) |
| 비엣젯 항공          | 다낭 |

#### 국내선
| 항공사       | 목적지           |
| ------------ | ---------------- |
| 대한항공     | 서울(인천), 제주 |
| 아시아나항공 | 제주             |
| 제주항공     | 제주             |
| 진에어       | 제주             |
| 티웨이항공   | 제주             |

## 관련 통계

### 이용객 추이

#### 전체
| 연도       | 1997년    | 1998년    | 1999년    | 2000년    | 2001년    | 2002년    | 2003년    | 2004년    | 2005년    | 2006년    |
| ---------- | --------- | --------- | --------- | --------- | --------- | --------- | --------- | --------- | --------- | --------- |
| 운항(편수) | 15,180    | 15,671    | 16,189    | 17,675    | 18,511    | 19,984    | 20,729    | 15,021    | 11,837    | 11,111    |
| 여객 (명)  | 2,173,183 | 1,799,531 | 2,086,436 | 2,241,310 | 2,214,613 | 2,274,901 | 2,228,550 | 1,567,678 | 1,236,446 | 1,194,150 |
| 연도       | 2007년    | 2008년    | 2009년    | 2010년    | 2011년    | 2012년    | 2013년    | 2014년    | 2015년    | 2016년    |
| 운항(편수) | 10,997    | 9,691     | 8,257     | 8,287     | 8,489     | 8,413     | 8,794     | 11,832    | 14,369    | 17,089    |
| 여객 (명)  | 1,177,490 | 1,079,011 | 1,026,203 | 1,148,953 | 1,178,212 | 1,110,290 | 1,084,585 | 1,537,328 | 2,027,626 | 2,533,132 |
| 연도       | 2017년    | 2018년    | 2019년    | 2020년    | 2021년    | 2022년    | 2023년    |           |           |           |
| 운항(편수) | 23,191    | 26,800    | 31,236    | 12,990    | 13,294    | 13,472    | 20,244    |           |           |           |
| 여객 (명)  | 3,560,124 | 4,062,833 | 4,669,057 | 1,749,396 | 2,048,365 | 2,255,883 | 3,302,107 |           |           |           |

- 야간운행통제 시간(커퓨 타임)의 단축[1]과 국내 저비용 항공사의 국제선 취항 등의 영향으로 2014년부터 이용객 수가 해마다 크게 늘어 2015년에 이용객 수가 200만 명을 회복하였고, 2018년에는 400만명을 돌파하였다.
- 같은 기간 국제선 여객의 수와 비중도 크게 증가하여 2014년에 22만 명, 2015년에 33만 명, 2016년에 68만 명, 2017년에 150만 명, 2018년에 200만 명, 2019년에 257만 명에 이르렀다.

#### 국내선
| 연도       | 2000년    | 2001년    | 2002년    | 2003년    | 2004년    | 2005년    | 2006년    | 2007년    | 2008년    | 2009년    |
| ---------- | --------- | --------- | --------- | --------- | --------- | --------- | --------- | --------- | --------- | --------- |
| 운항(편수) | 17,562    | 17,903    | 18,452    | 19,344    | 12,568    | 8,909     | 7,930     | 7,792     | 7,114     | 7,246     |
| 여객 (명)  | 2,234,227 | 2,154,318 | 2,141,361 | 2,105,062 | 1,338,475 | 937,980   | 899,478   | 867,140   | 847,544   | 935,167   |
|            | 2010년    | 2011년    | 2012년    | 2013년    | 2014년    | 2015년    | 2016년    | 2017년    | 2018년    | 2019년    |
| 운항(편수) | 7,221     | 7,183     | 7,221     | 7,590     | 10,102    | 11,635    | 12,141    | 12,922    | 13,287    | 13,201    |
| 여객 (명)  | 1,019,828 | 1,012,231 | 962,500   | 944,408   | 1,314,594 | 1,696,076 | 1,848,291 | 2,056,355 | 2,014,208 | 2,093,441 |
|            | 2020년    | 2021년    | 2022년    | 2023년    |           |           |           |           |           |           |
| 운항(편수) | 11,169    | 13,226    | 12,756    | 13,210    |           |           |           |           |           |           |
| 여객 (명)  | 1,520,335 | 2,042,121 | 2,163,203 | 2,187,104 |           |           |           |           |           |           |

#### 국제선
| 연도       | 2000년  | 2001년  | 2002년  | 2003년    | 2004년  | 2005년  | 2006년  | 2007년    | 2008년    | 2009년    |
| ---------- | ------- | ------- | ------- | --------- | ------- | ------- | ------- | --------- | --------- | --------- |
| 운항(편수) | 113     | 608     | 1,532   | 1,385     | 2,453   | 2,928   | 3,181   | 3,205     | 2,577     | 1,011     |
| 여객 (명)  | 7,083   | 60,295  | 133,540 | 123,488   | 229,203 | 298,466 | 294,672 | 310,350   | 231,467   | 91,036    |
|            | 2010년  | 2011년  | 2012년  | 2013년    | 2014년  | 2015년  | 2016년  | 2017년    | 2018년    | 2019년    |
| 운항(편수) | 1,066   | 1,306   | 1,192   | 1,204     | 1,730   | 2,734   | 4,948   | 10,269    | 13,513    | 18,035    |
| 여객 (명)  | 129,125 | 165,981 | 147,790 | 140,177   | 222,734 | 331,550 | 684,841 | 1,503,769 | 2,048,625 | 2,575,616 |
|            | 2020년  | 2021년  | 2022년  | 2023년    |         |         |         |           |           |           |
| 운항(편수) | 1,821   | 68      | 716     | 7,034     |         |         |         |           |           |           |
| 여객 (명)  | 229,061 | 6,244   | 92,680  | 1,115,003 |         |         |         |           |           |           |

### 노선별 순위

#### 국내선
| 순위 | 공항         | 여객(명)  | 운항(편수) | 항공사                                                 |
| ---- | ------------ | --------- | ---------- | ------------------------------------------------------ |
| 1    | 제주국제공항 | 1,968,480 | 11,811     | 대한항공, 아시아나항공, 에어부산, 제주항공, 티웨이항공 |
| 2    | 인천국제공항 | 80,557    | 951        | 대한항공                                               |
| 3    | 김포국제공항 | 44,404    | 439        | 에어부산                                               |

#### 국제선
| 순위 | 공항               | 여객(명) | 운항(편수) | 항공사                                        |
| ---- | ------------------ | -------- | ---------- | --------------------------------------------- |
| 1    | 타이베이(타오위안) | 408,819  | 2,778      | 티웨이항공, 에어부산, 타이거항공, 제주항공    |
| 2    | 다낭               | 390,740  | 2,459      | 티웨이항공, 에어부산, 제주항공, 비엣제트 항공 |
| 3    | 오사카(간사이)     | 273.264  | 2,138      | 티웨이항공, 에어부산,                         |
| 4    | 도쿄(나리타)       | 261,659  | 1,885      | 티웨이항공, 에어부산, 제주항공                |
| 5    | 후쿠오카           | 171,758  | 1,282      | 티웨이항공, 에어부산                          |

## 교통 시설
- 새만금포항고속도로 팔공산 나들목

### 대구공항 시외터미널
2017년 7월 말부터 동대구터미널 ~ 대구국제공항 ~ 경북도청신도시 ~ 예천을 경유하는 시외버스 노선이 신설됨에 따라 중간 정류소가 세워졌다.
공항내 발권카운터가 배치되어있고 공항청사 GATE2 전면에 시내버스 정류소와 함께 탑승장을 사용하며 동대구행도 운행중이다.
- 현재 운영노선
  - 동대구터미널 ~ 예천
  - 구미 ~ 경산[13]

### 아양교역
아양교역은 대구국제공항에서 1.34km 떨어져 있기 때문에 101(-1)번, 401번, 팔공1번, 팔공2번(주말휴일노선) 버스로 환승해야 한다. 걸어가기에는 다소 거리가 있으나, 역에서 시내버스 환승을 통한 공항 접근성은 나쁘지 않다. 공항에서 시내 방향으로 나가는 시내버스 노선들 중 101번이 대구국제공항 청사 안쪽으로 들어오며, 공항 청사의 차량 진출로가 있는 공항네거리에서 해동로(팔공아파트)로 곧바로 직진하여 아양교역으로 간다. 다만 아양교역이 금호강 하저터널을 건너가는 곳에 있어서 다소 깊기 때문에, 동구청역에서 하차한 후 시내버스로 환승해도 된다.

## 같이 보기
- 김해국제공항
- 포항경주공항
- 울산공항
- 캠프 워커
- 예천비행장
- 대구경북신공항
- 대한항공 376편 동체착륙 사고
- 대한민국의 공항